# Hygrostola homomunda
Hygrostola homomunda är en fjärilsart som beskrevs av Fletcher 1961. Hygrostola homomunda ingår i släktet Hygrostola och familjen nattflyn. Inga underarter finns listade i Catalogue of Life.